# 原画
原画（げんが）は、何らかの加工をほどこす前段階の、元となる絵。分野により、その具体的な意味は異なる。各節で詳説する。

## 美術
複製画を作成する際に、元として使用する絵。複製方法によって原画の状態や使用結果が異なる。

### 銅版画・リトグラフ
版画では、「直接版面に絵が描かれるため、原画は存在しない、とも言えるし、版面が原画であるとも言える」という。

### 浮世絵
浮世絵版画では、浮世絵師が和紙に毛筆で描いた原画を、彫師が版木に裏返しに貼りつけ、摺師がそのまま彫って凸版に仕上げる。このため原画は失われる。

### 模写・写真製版
すでに存在する原画について、それを見ながら手描きで一からまねして描く（模写）。または撮影して印刷する（写真製版）。他の原画が通常は線画のみであるのに対し、この場合は彩色などの仕上げを済ませた完成品である点が大きく異なる。

## アニメーション

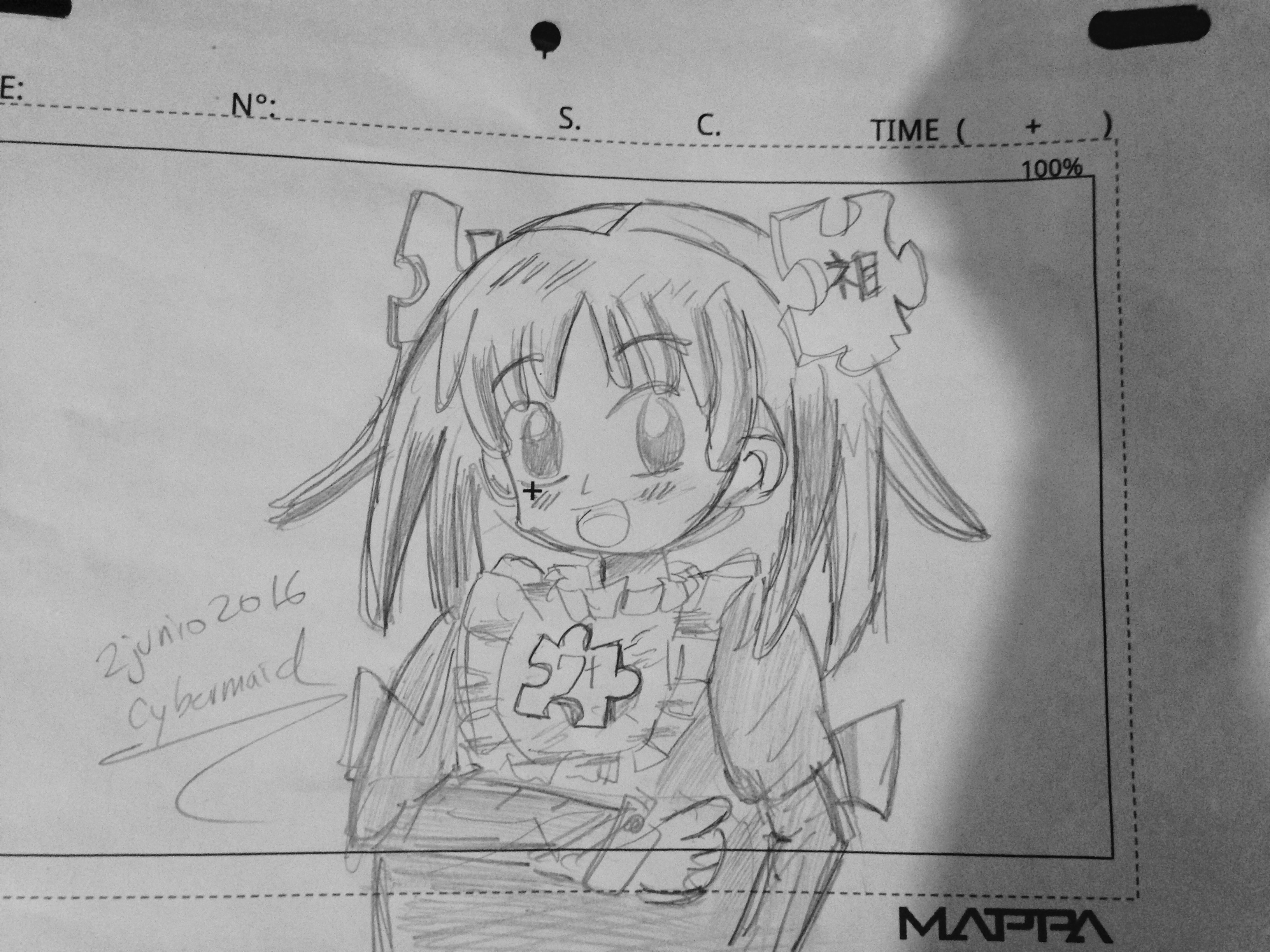
原画（ウィキペたん）

分業制の手描きによるアニメーションの制作過程で、動きの要所（動き始め、重要な中間ポイント、動き終わり）を描いた絵で、英語では主にkey AnimationまたはKey frame などと表記される（この、キーアニメーション、もしくはキーアニメーターという言葉は、日本ではしばしば勘違いや慣例により、メインアニメーター＝作画の中心となるアニメーター、という意味で使われる）。
原画マンを単に原画と呼ぶ場合もある。原画マンのキャリアについては原画マンを参照。副業としてイラストレーターや漫画家として活動している人物もおり、最終的にそちらを本業として活躍する例も存在する（例としていのまたむつみ、石田敦子など）。
アニメーションの一種である日本のセルアニメ派生商業アニメーション（アニメ）にも原画が存在する。詳細は 原画 (アニメ制作) を参照。

## 漫画
漫画分野において「原画」は、漫画家の直筆原稿のことを指すことが多く、「原画」と「原稿」は実質的に同義語となっている。
基本的には「原稿」の語が用いられるが、直筆原稿を展示するイベントなどの際には、「原画展」の形でこの語が用いられる（「原稿展」とは呼ばれないが、この理由は分かっていない）。

## コンピュータゲーム
コンピューターゲームにおいては、コンピュータグラフィックスとして加工される前の段階の絵を指す。手描きの絵柄そのままがCGとして表示される場合などは限定的であり、たとえばポリゴンなどの3Dデザインの元として利用される場合には別の用語（キャラクターデザイン、イメージイラストなど）が使用されることが多い。
一枚絵と呼ばれる全画面CGが多用されるいわゆるギャルゲーやアダルトゲームで重要視されるが、ロールプレイングゲーム・シミュレーションロールプレイングゲーム・対戦型格闘ゲームなど、キャラクター性の強いゲームにおいてもカットインなどの手法で手描き原画を元にしたCGが使用されることがある。
原画をスキャナーなどでコンピュータに取り込んだだけ、ペンタブレットなどの機器で線画を描いただけではCGとして使用できない。線をクリーンアップしたり、影を入れたり、彩色などの作業を行う必要がある。これらの作業を専門に行う技術者も存在し、これを俗にグラフィッカーと呼ぶ。

### アダルトゲーム
アダルトゲーム業界における「原画」職の位置づけは、他のジャンルとは少々異なり、作品制作において極めて重要な役割を負うことになる。
原画担当者が大半のケースでキャラクターデザインを事実上兼ねており、原画担当者の技量、センス、知名度、そして人気がゲームの売り上げを直接左右するなど、影響は非常に大きい。その為、この業界では一般的に「原画家」「原画師」と称されることが多い。また、ゲームソフト本体のみならず、広告宣伝や関連商品などに使用される素材イラストの制作にも原画担当者は不可欠である。
人気の原画家には強固なファンが付き、たとえシナリオやゲームシステムの不出来などのネガティブな情報が発売前から表面化していても「地雷上等」「原画家のCG集と割り切って買う」などと言って購入する。そこまでは行かなくても、絵でブランドを見分けていたり、ショップなどで見たパッケージがプレイヤーの購入の決め手となることも多い。
ひとたび原画家の人気がカリスマ化するほどに沸騰すれば、これに牽引される形でブランド全体の知名度・販売実績・関連グッズ収入などが急拡大し、ひいては経営の成功にも繋がっていく。そのため、多くのメーカー・ブランドでは所属の原画家の人気が向上し、ブランドを背負って立つ大看板となることを期待している。だが一方で、この業界では大手・中堅とされるメーカー・ブランドであってもアニメやテレビゲームと比べれば開発チームの経営規模や販売規模が小さいのが一般的であり、得てして「原画家の人気=ブランドの人気」という状況にもなりやすい。だが、このような状態になると、今度は経営そのものが特定の原画家個人に極端に依存することになり、発言力が強まった原画家の意向にゲームソフトの方向性や、さらには開発チームそのものが振り回されたりするなど、このカリスマ化した人気原画家の言動が今度はメーカーにとってかえって密かな悩みの種になるという状況に陥ることがある。また、人材の流動・消長盛衰が激しい業界体質であり、それまでの作品の原画を一手に支えていた人気原画家の退職・離脱やスランプなどをきっかけとしてその原画家頼みだったブランドの人気の求心力が喪失することも往々に起きる。この場合、たとえ外注であっても代替となるだけの才能のある人物を確保できなければ、その後の作品の販売量が急減し、それまで拡大の一途を辿ってきたブランドや開発チーム、さらにはメーカーそのものが数年も経たぬうちに存続できなくなるケースもある。また、上述の理由や作風、担当するキャラクターとの相性により、特定の原画家に依存するリスクを分散させるため、複数の原画家が参加する例があるが、その場合、キャラクター間の整合性、統一感が損なわれる場合がある。また、SD原画を専門に担当する原画家もいる。
このように、アダルトゲーム業界においては「原画」の担当者個人にかかる職責が大きく、それゆえに人気が沸騰することによるメリットは本人のみならずメーカーにとっても大きく重要なものである反面、メリット一辺倒というわけでもない一面がある。